# Damiq ilishu (País del Mar)
|  | No s'ha de confondre amb Damiq-ilishu, darrer rei de la dinastia de Sumer al segle xviii aC.. |

Damiq ilishu o Damiq-ilišu va ser el tercer rei de la I Dinastia del País de la Mar que devia regnar cap als anys 1666 aC al 1641 aC la zona del sud de Mesopotàmia, segons la Llista dels reis de Babilònia. Era contemporani del rei Ammiditana de Babilònia, al que es va enfrontar. En una inscripció s'explica que el rei Ammiditana va destruir la ciutat emmurallada de Der, al seu 37è any de regnat, i es diu que la ciutat havia estat construïda per Damiq-ilishu amb el seu exèrcit.
El nom Damiq ilishu és accadi i significa "El més afavorit de Déu".